# Fransoa
Fransoa Superstar, pseudonyme de François Xavier Renou, est un artiste français vivant entre la France et l'Indonésie.

## Candidat de Koh-Lanta
Il fut sélectionné en 2001 par la société ALP pour participer à la deuxième saison 2002 de Koh-Lanta (Nicoya-Costa Rica). FX passa 31 jours dans la jungle,.
En 2002, il a participé à l'émission Koh-Lanta : Saison 2 où il fut ambassadeur à la réunification et a fini 3e membre du jury final après 31 jours sur 40.

## Joaillier
Après des études à U.C.O d'Angers, Il est diplômé dans le secteur de la bijouterie-joaillerie-gemmologie. Il a travaillé pendant une dizaine d'années chez Labarthe, atelier de joaillerie qui produisait et créait entre autres pour Hermes et Cartier. François-Xavier Renou s'est ensuite mis à son compte à la suite d'un dépôt de brevet en 1998. Il a déposé à ce jour douze brevets d'invention dans le secteur de la bijouterie-joaillerie et accessoires de mode.
Avec son épouse, ils ont créé leur propre marque d'accessoires et de bijoux fantaisie haut de gamme "KMO PARIS". Puis François-Xavier commence à s'intéresser aux Objets d'art et aux Antiquités à la suite de nombreux salons d'expositions à travers le monde.

## Chanteur et acteur
Il se fit très remarquer en Asie-Indonésie pour avoir repris des célèbres chansons de la variété française des années 1960 à 1980. Il fit son premier « buzz » avec la reprise de Si j'avais un marteau de Claude François, puis Siffler sur la colline de Joe Dassin et également son plus grand « hit » la reprise de Ça plane pour moi de Plastic Bertrand.
Fransoa fut invité de nombreuses fois aux talk-shows les plus célèbres de la télévision indonésienne comme Bukan Empat Mata Hitam Putih Kick Andy. Il a également tourné dans deux longs métrages indonésiens Udin Cari Alamat Palsu et Wa'alaikumussalam Paris.

## Marchand d'Art
Acheteur pour des galeries asiatiques, il participe depuis septembre 2020, à l'émission Affaire conclue sur France 2 en remplacement de Pierre-Jean Chalençon.

## Filmographie
- 2012 : Udin Cari Alamat Palsu (id)